# Saison 2010-2011 de l'Amiens SC
Maillots
Chronologie
Saison précédente Saison suivante
La saison 2010-2011 de l'Amiens SC voit le club évoluer en National pour la deuxième saison consécutive.
L'objectif annoncé de la saison est la remontée en Ligue 2 après la décevante 13e place de la saison précédente, sous peine de voir le club perdre son statut professionnel. L'effectif est pour cela renouvelé à 90 % tandis que l'entraîneur de la saison précédente, Ludovic Batelli, est reconduit dans ses fonctions.
La saison commence péniblement pour l'Amiens SC, qui essuie deux revers dans les trois premières journées, dont un contre Bastia, futur champion. L'Amiens SC enchaîne ensuite quatre succès en cinq journées et atteint même la première place du championnat au soir de la 8e journée. Après une défaite face à Rouen lors de la 16e journée, le club va enchaîner une longue série d'invincibilité et va construire sa montée au fil des matches.
L'Amiens SC aura par trois fois l'occasion de valider son ticket pour la Ligue 2 au cours de la saison. Une première fois contre Strasbourg lors de la 38e journée, où une victoire suffit à Amiens pour monter, qui concède cependant le match nul 1-1. Le même scénario se répète la semaine suivante à Cannes, où Amiens doit concéder le match nul 1-1 en fin de partie.
La troisième fois sera la bonne, où devant les caméras d'Eurosport, l'Amiens SC valide son ticket pour la Ligue 2 devant plus de 10 000 spectateurs en s'imposant 2-1 face à Guingamp grâce à des buts de Kharbouchi et Touzghar dans les 20 premières minutes. L'Amiens SC peut dès lors fêter dignement son accession en Ligue 2, deux ans après en être descendu.

## Classement duNational
Source : FFF.fr
| Rang | Équipe        | Pts | J  | G  | N  | P | Bp | Bc | Diff |
| ---- | ------------- | --- | -- | -- | -- | - | -- | -- | ---- |
| 1    | SC Bastia     | 91  | 40 | 27 | 10 | 3 | 81 | 24 | +57  |
| 2    | Amiens SC     | 84  | 40 | 24 | 12 | 4 | 58 | 27 | +31  |
| 3    | EA Guingamp   | 80  | 40 | 23 | 11 | 6 | 87 | 36 | +51  |
| 4    | RC Strasbourg | 77  | 40 | 20 | 17 | 3 | 56 | 27 | +29  |
| 5    | AS Cannes     | 68  | 40 | 18 | 14 | 8 | 51 | 35 | +16  |

## Effectif de la saison

### Effectif
Source : amiensfootball.com 

### Transferts
| Nom                  | Nationalité | Statut    | Provenance           | Nom                   | Nationalité | Statut         | Destination |
| Arrivées             | Arrivées    | Arrivées  | Arrivées             | Départs               | Départs     | Départs        | Départs     |
| Sébastien Atlan      |             | Transfert | Cassis-Carnoux       | Faneva Andriatsima    |             | Transfert      | AS Beauvais |
| Jean-Charles Cirilli |             | Transfert | Arles-Avignon        | Samuel Allegro        |             | Libre          |             |
| Lamine Djaballah     |             | Transfert | FC Gap               | Basile Camerling      |             | Libre          |             |
| Manassé Enza-Yamissi |             | Transfert | FC Sochaux           | Amine Dennoun         |             | Retour de prêt | Marseille   |
| Damien Gautheron     |             | Transfert | AS Nancy             | Laurent Gagnier       |             | Libre          |             |
| Julien Ielsch        |             | Transfert | Reims                | Benoît Haaby          |             | Libre          |             |
| Hervé Lybohy         |             | Transfert | Fréjus-Saint-Raphaël | David Hamed           |             | Libre          |             |
| Thomas Mienniel      |             | Prêt      | SCO Angers           | Anthony Lopez Peralta |             | Transfert      | AS Cannes   |
| Johann Paul          |             | Transfert | US Créteil           | Florent Marty         |             | Libre          |             |
| Grégory Poirier      |             | Transfert | Nîmes                | François Masson       |             | Transfert      | AS Cannes   |
| Clément Tainmont     |             | Prêt      | Reims                | Rémi Mulumba          |             | Transfert      | FC Lorient  |
| Yoann Touzghar       |             | Transfert | RC Grasse            | Jean Niang            |             | Libre          |             |
| Belkacem Zobiri      |             | Transfert | Sétif                | Rolamellah Nouar      |             | Transfert      | US Orléans  |
| Rafik Saïfi          |             | Transfert | FC Istres            | Didier Paas           |             | Libre          |             |
| Abdellah Kharbouchi  |             | Transfert | AS Cannes            | Eddy Viator           |             | Libre          |             |

## Rencontres de la saison

### Parcours enNational
Source : francefootball.fr 
| J.  | Date         | Cla. | Équipe domicile      | Score   | Équipe extérieur     | Buteurs de l'Amiens SC                                                            |
| --- | ------------ | ---- | -------------------- | ------- | -------------------- | --------------------------------------------------------------------------------- |
| 1re | sam 07/08/10 | 15   | SC Bastia            | 1-0     | Amiens SC            |                                                                                   |
| 2e  | ven 13/08/10 | 11   | Amiens SC            | 1-0     | SR Colmar            | 70e Mohamed Meliani                                                               |
| 3e  | sam 21/08/10 | 14   | Paris FC             | 1-0     | Amiens SC            |                                                                                   |
| 4e  | sam 28/08/10 | 11   | Amiens SC            | 1-0     | Gap FC               | 49e Lamine Djaballah                                                              |
| 5e  | sam 04/09/10 | 6    | FC Gueugnon          | 1-2     | Amiens SC            | 15e Thomas Mienniel 68e Lamine Djaballah                                          |
| 6e  | ven 10/09/10 | 4    | Amiens SC            | 1-0     | Plabennec            | 24e Mohamed Meliani                                                               |
| 7e  | mar 14/09/10 | 6    | AS Beauvais          | 0-0     | Amiens SC            |                                                                                   |
| 8e  | sam 18/09/10 | 1    | Amiens SC            | 1-0     | Fréjus-Saint-Raphaël | 74e Clément Tainmont                                                              |
| 9e  | ven 24/09/10 | 3    | Pacy-sur-Eure        | 2-1     | Amiens SC            | 60e Lamine Djaballah                                                              |
| 10e | mar 28/09/10 | 2    | Amiens SC            | 3-1     | UJA Alfortville      | 66e(sp) Abdellah Kharbouchi 78e Yoann Touzghar 80e Omar Kossoko                   |
| 11e | ven 01/10/10 | 2    | US Créteil           | 1-3     | Amiens SC            | 14e Hervé Libohy 21e Yoann Touzghar 62e Belkacem Zobiri                           |
| 12e | ven 08/10/10 | 3    | Amiens SC            | 1-1     | US Luzenac           | 39e Thomas Mienniel                                                               |
| 13e | mer 13/10/10 | 3    | US Orléans           | 0-0     | Amiens SC            |                                                                                   |
| 14e |              | 6    |                      | Exempt  |                      |                                                                                   |
| 15e | ven 05/11/10 | 3    | Amiens SC            | 5-1     | Rodez AF             | 2e Johann Paul 40e Lamine Djaballah 45+2e 76e Mohamed Meliani 82e Omar Kossoko    |
| 16e | mar 09/10/10 | 6    | FC Rouen             | 2-0     | Amiens SC            |                                                                                   |
| 17e | sam 13/11/10 | 5    | Amiens SC            | 1-1     | Aviron bayonnais     | 70e Abdellah Kharbouchi                                                           |
| 18e | ven 26/11/10 | 5    | RC Strasbourg        | 1-1     | Amiens SC            | 54e Belkacem Zobiri                                                               |
| 19e | ven 03/12/10 | 5    | Amiens SC            | 2-0     | AS Cannes            | 20e Nicolas Raynier 74e Belkacem Zobiri                                           |
| 20e | ven 17/12/10 | 4    | EA Guingamp          | 1-2     | Amiens SC            | 2e Clément Tainmont 22e Belkacem Zobiri                                           |
| 21e |              | 4    | Amiens SC            | Reporté | Niort FC             |                                                                                   |
| 22e | sam 15/01/11 | 3    | SR Colmar            | 0-0     | Amiens SC            |                                                                                   |
| 21e | mer 26/01/11 | 3    | Amiens SC            | 2-1     | Niort FC             | 12e Yoann Touzghar 82e Mohamed Meliani                                            |
| 23e |              | 3    | Amiens SC            | Reporté | Paris FC             |                                                                                   |
| 24e |              | 3    | Gap FC               | Reporté | Amiens SC            |                                                                                   |
| 25e | ven 04/02/11 | 3    | Amiens SC            | 3-2     | FC Gueugnon          | 23e Johann Paul 83e Yoann Touzghar 88e Lamine Djaballah                           |
| 23e | mar 08/02/11 | 3    | Amiens SC            | 2-0     | Paris FC             | 45e Belkacem Zobiri 52e(sp) Omar Kossoko                                          |
| 26e | ven 11/02/11 | 2    | Plabennec            | 0-0     | Amiens SC            |                                                                                   |
| 27e | sam 19/02/11 | 2    | Amiens SC            | 2-0     | AS Beauvais          | 29e 73e(sp) Rafik Saïfi                                                           |
| 28e | sam 26/02/11 | 2    | Fréjus-Saint-Raphaël | 0-1     | Amiens SC            | 17e Yoann Touzghar                                                                |
| 29e | ven 04/03/11 | 2    | Amiens SC            | 2-0     | Pacy-sur-Eure        | 19e Omar Kossoko 84e Rafik Saïfi                                                  |
| 24e | mar 08/03/11 | 2    | Gap FC               | 0-1     | Amiens SC            | 22e Omar Kossoko                                                                  |
| 30e | sam 12/03/11 | 2    | UJA Alfortville      | 2-4     | Amiens SC            | 10e Lamine Djaballah 34e Belkacem Zobiri 40e Clément Tainmont 75e (csc) Sofikitis |
| 31e | ven 18/03/11 | 2    | Amiens SC            | 2-1     | US Créteil           | 31e Yoann Touzghar 53e Clément Tainmont                                           |
| 32e | ven 25/03/11 | 2    | US Luzenac           | 1-1     | Amiens SC            | 26e(sp) Rafik Saïfi                                                               |
| 33e | ven 01/04/11 | 2    | Amiens SC            | 0-0     | US Orléans           |                                                                                   |
| 34e |              | 2    |                      | Exempt  |                      |                                                                                   |
| 35e | sam 16/04/11 | 2    | Rodez AF             | 0-2     | Amiens SC            | 81e Belkacem Zobiri 90+3e Omar Kossoko                                            |
| 36e | ven 22/04/11 | 2    | Amiens SC            | 2-1     | FC Rouen             | 1re Belkacem Zobiri 75e Clément Tainmont                                          |
| 37e | mar 26/04/11 | 2    | Aviron bayonnais     | 0-2     | Amiens SC            | 32e Rafik Saïfi 90+1e Belkacem Zobiri                                             |
| 38e | sam 30/04/11 | 2    | Amiens SC            | 1-1     | RC Strasbourg        | 3e Belkacem Zobiri                                                                |
| 39e | ven 06/05/11 | 2    | AS Cannes            | 1-1     | Amiens SC            | 32e Yoann Touzghar                                                                |
| 40e | ven 13/05/11 | 2    | Amiens SC            | 2-1     | EA Guingamp          | 8e Abdellah Kharbouchi 17e Yoann Touzghar                                         |
| 41e | ven 20/05/11 | 2    | Niort FC             | 2-2     | Amiens SC            | 80e(sp) Lamine Djaballah 84e Thomas Mienniel                                      |
| 42e | ven 27/05/11 | 2    | Amiens SC            | 1-0     | SC Bastia            | 64e Belkacem Zobiri                                                               |

### Parcours enCoupe de France
Source : francefootball.fr 
| Tour          | Équipe domicile  | Score         | Équipe extérieur | Buteurs de l'Amiens SC                         |
| ------------- | ---------------- | ------------- | ---------------- | ---------------------------------------------- |
| 5e tour       | Ribécourt (PH)   | 0-4           | Amiens SC        | Nicolas Raynier Belkacem Zobiri Yoann Touzghar |
| 6e tour       | Creil (DH)       | 0-0 (3-4 tab) | Amiens SC        |                                                |
| 7e tour       | Chauny (DH)      | 0-2           | Amiens SC        | Nicolas Raynier Lamine Djaballah               |
| 8e tour       | Marck (CFA2)     | 1-2 ap        | Amiens SC        |                                                |
| 32e de finale | US Boulogne (L2) | 2-2 (5-4 tab) | Amiens SC        | Nicolas Raynier Rafik Saïfi                    |

### Parcours enCoupe de la Ligue
Source : francefootball.fr 
| Tour     | Équipe domicile | Score         | Équipe extérieur | Buteurs de l'Amiens SC       |
| -------- | --------------- | ------------- | ---------------- | ---------------------------- |
| 1er tour | Dijon FCO (L2)  | 1-2 ap        | Amiens SC        | Sébastien Atlan David Steppe |
| 2e tour  | Amiens SC       | 0-0 (3-4 tab) | SC Bastia (N)    |                              |

## Statistiques

### Temps de jeu enNational
Source : footnational.com 
| P                  | Nom                  | Poste     | Matchs joués | Minutes joués |
| Médaille d'or      | Thomas Mienniel      | Défenseur | 40 (40)      | 3600          |
| Médaille d'argent  | Landry Bonnefoi      | Gardien   | 38 (38)      | 3420          |
| Médaille de bronze | Julien Ielsch        | Défenseur | 37 (34)      | 3139          |
| 4                  | Hervé Lybohy         | Défenseur | 32 (32)      | 2787          |
| 5                  | Jean-Charles Cirilli | Défenseur | 32 (31)      | 2692          |
| 6                  | Belkacem Zobiri      | Milieu    | 39 (27)      | 2634          |
| 7                  | Mohamed Meliani      | Milieu    | 35 (27)      | 2564          |
| 8                  | Lamine Djaballah     | Attaquant | 37 (29)      | 2543          |
| 9                  | Johann Paul          | Milieu    | 26 (26)      | 2165          |
| 10                 | Yoann Touzghar       | Attaquant | 33 (20)      | 1962          |
| 11                 | Clément Tainmont     | Milieu    | 25 (21)      | 1860          |
| 12                 | Nicolas Raynier      | Attaquant | 25 (18)      | 1558          |
| 13                 | Rafik Saïfi          | Attaquant | 22 (18)      | 1482          |
| 14                 | Abdellah Kharbouchi  | Milieu    | 25 (14)      | 1363          |
| 15                 | Sébastien Atlan      | Défenseur | 15 (14)      | 1270          |
| 16                 | Omar Kossoko         | Attaquant | 27 (11)      | 1111          |
| 17                 | Manassé Enza-Yamissi | Défenseur | 13 (9)       | 917           |
| 18                 | Ousseynou Cissé      | Milieu    | 8 (7)        | 631           |
| 19                 | Alexandre Durimel    | Défenseur | 10 (6)       | 556           |
| 20                 | Stéphane Mangione    | Milieu    | 12 (5)       | 445           |
| 21                 | Grégory Poirier      | Milieu    | 7 (6)        | 425           |
| 22                 | Paul Delecroix       | Gardien   | 2 (2)        | 180           |
| 23                 | Uros Djeric          | Attaquant | 2 (1)        | 118           |
| 24                 | Dimitri Mohamed      | Attaquant | 1 (0)        | 5             |
| 25                 | Nestor Boyou Kodjia  | Attaquant | 1 (0)        | 3             |

### Équipe type de la saison
| \| Bonnefoi · Ielsch (Atlan) · Lybohy · Mienniel · Cirilli · Meliani · Paul (Kharbouchi) · Djaballah (Tainmont) · Zobiri · Saïfi · Touzghar (Raynier) · \| L'équipe type de l'Amiens SC lors de la saison 2010-2011 · Capitaine de l'équipe |
| Bonnefoi · Ielsch (Atlan) · Lybohy · Mienniel · Cirilli · Meliani · Paul (Kharbouchi) · Djaballah (Tainmont) · Zobiri · Saïfi · Touzghar (Raynier) ·                                                                                        |

| Bonnefoi · Ielsch (Atlan) · Lybohy · Mienniel · Cirilli · Meliani · Paul (Kharbouchi) · Djaballah (Tainmont) · Zobiri · Saïfi · Touzghar (Raynier) · |

### Buteurs enNational
Source : footnational.com 
| P                  | Nom                 | Poste           | Buts marqués |
| Médaille d'or      | Belkacem Zobiri     | Milieu          | 11           |
| Médaille d'argent  | Yoann Touzghar      | Attaquant       | 8            |
| Médaille de bronze | Lamine Djaballah    | Attaquant       | 7            |
| 4                  | Omar Kossoko        | Attaquant       | 6            |
| 5                  | Mohamed Meliani     | Milieu          | 5            |
| .                  | Rafik Saïfi         | Attaquant       | 5            |
| .                  | Clément Tainmont    | Milieu          | 5            |
| 8                  | Abdellah Kharbouchi | Milieu          | 3            |
| .                  | Thomas Mienniel     | Défenseur       | 3            |
| 10                 | Johann Paul         | Milieu          | 2            |
| 11                 | Hervé Lybohy        | Défenseur       | 1            |
| .                  | Nicolas Raynier     | Attaquant       | 1            |
| 13                 | Grégory Sofikitis   | UJA Alfortville | 1 (csc)      |